# Lago Abbe
O lago Abbe ou Aba é um lago salgado localizado na fronteira Djibuti-Etiópia.

## Geografia
O lago Abbe está situado na depressão de Afar, e recebe as águas do rio Awash, mas por ser endorreico, não tem nenhum emissário e o seu nível mantém-se pela evaporação das suas águas salgadas.
Está ligado a outros cinco lagos: o lago Afambo, o lago Bario, o lago Gargori, o lago Gummare e o lago Laitali. De origem tectónica e situado numa fossa tectónica enquadrada por dois pilares tectónicos, o lago Abbe é relativamente pouco profundo, com uma profundidade média de 8,6 m. O seu volume de água é de 3 milhões de m³.
Nas suas margens reúnem-se colónias de flamingos-rosados.